# Kanton Moïta-Verde
Kanton Moïta-Verde (francouzsky Canton de Moïta-Verde) je francouzský kanton v departementu Haute-Corse v regionu Korsika. Tvoří ho 14 obcí.

## Obce kantonu
- Aléria
- Ampriani
- Campi
- Canale-di-Verde
- Chiatra
- Linguizzetta
- Matra
- Moïta
- Pianello
- Pietra-di-Verde
- Tallone
- Tox
- Zalana
- Zuani